# Joe Bizera
Joe Émerson Bizera Bastos (* 17. května 1980) je bývalý uruguayský profesionální fotbalista, který hrál na pozici obránce.

## Klubová kariéra
Bizera hrál za Cagliari Calcio v Itálii. V lednu 2008 odešel na hostování do Maccabi Tel Aviv FC v Izraeli do konce sezóny. Ve stejném roce podepsal kontrakt s PAOK Soluň.

## Reprezentační kariéra
Za národní tým Uruguaye se zúčastnil Mistrovství světa ve fotbale 2002.